# Light of a gypsy
Light of a gipsy is een lied van Pussycat. Het verscheen op hun laatste single en werd geschreven door Werner Theunissen. Op de B-kant verscheen het nummer You dat ook een eigen nummer is. Het werd geschreven door Henk Dragstra en Lou Willé, de echtgenotes van de zangeressen Betty en Toni.
Het is de enige single die niet bij EMI werd uitgebracht, maar bij Ariola en Polydor. De nummers verschenen niet op een reguliere elpee.
De single stond vijf weken in zowel de Tipparade als de Tip 30, maar bereikte de hoofdlijsten niet.